# 安捷倫科技
安捷伦科技（英語：Agilent Technologies, NYSE:A）是一家测试分析儀器生產商。專營製造生命科學儀器、半導體、光纖網路裝置及測量儀器。

## 历史
1999年從惠普公司獨立。安捷倫實驗室從事多方面的研發工作，包括MEMS、納米科技及生命科學。安捷倫投資組亦向新發起的高科技公司方面投資，項目包括MEMX、Infinera及Telasics。2001年，安捷倫科技售出其醫療部份予飛利浦旗下的Philips Medical Systems，此部份是惠普產品中第二悠久，僅次於起家的測量儀器部份。
2004年，安捷倫科技於Human Rights Campaign的企業平等指數中獲得100%評分。
2005年8月15日，著名槓桿收購集團Kohlberg Kravis Roberts（KKR）與Silver Lake Partners公司簽署協議，宣佈以26.6億美元收購安捷倫的半導體事業部，其後寬頻通訊與半導體存儲供應商PMC-Sierra公司又以4.25億美元收購安捷倫半導體事業部的I/O解決方案部門。
2005年12月2日安捷倫半導體事業部宣佈更名為安華高科技（Avago Technologies）。
2014年，安捷伦一分为二：电子产品与技术部分分立成为是德科技（Keysight），化学与生化分析产品与技术仍保留在安捷伦。

## 机构
安捷倫（中国）公司总部设在北京，在上海、深圳、成都、广州、西安、沈阳和香港设有分公司。安捷倫（台灣）公司總部設在中壢。

## 主要產品
- 生命科學及化學分析產品，即DNA microarray及gas chromatograph。

## 外部連結
- Agilent （页面存档备份，存于） 安捷倫